# 塔拉西夫卡 (普里盧基區)
50°33′39″N 32°2′27″E / 50.56083°N 32.04083°E
塔拉西夫卡（烏克蘭語：Тарасівка），是烏克蘭的村落，位於該國北部切爾尼戈夫州，由普里盧基區負責管轄，始建於1600年，面積0.45平方公里，海拔高度127米，2001年人口25，人口密度每平方公里56.1人。